# 松前駅
松前駅（まさきえき）は、愛媛県伊予郡松前町にある伊予鉄道郡中線の駅である。駅番号はIY31。
直営駅で、余戸駅と共に郡中線の交通結節点に指定されている主要駅。当駅折り返しの便があるほか、緊急時の区間運転では折り返し駅となる。

## 歴史
南予鉄道の開業時から存在する、非常に長い歴史を持つ駅である。松前は漁村で、かつては「おたたさん」と呼ばれる行商の女性が当駅から魚介類を天秤棒に担いで乗車し、城下（松山市）へ売りに行った。

### 年表
- 1896年（明治29年）7月4日：南予鉄道の駅として開業。
- 1900年（明治33年）5月1日：南予鉄道が伊予鉄道に合併。

## 駅構造
対向式ホーム2面2線を持つ有人駅である。側線（非電化）が1線あるが、貨物列車の廃止後は使われていない。ポイント線路は松山市方が電気転轍器、郡中港方が発条転轍器である。
現在の駅舎は南予鉄道開業時の1896年（明治29年）築の可能性があるが、記録が残っていないため証明はできないという。

### のりば
| 番線   | 路線         | 行先             | 備考                                       |
| ------ | ------------ | ---------------- | ------------------------------------------ |
| 1      | ■郡中線      | 余戸・松山市方面 |                                            |
| 2      | ■郡中線      | 郡中港方面       |                                            |
| (側線) | 現在は不使用 | 現在は不使用     | 架線がないため、基本的に電車は入線しない。 |

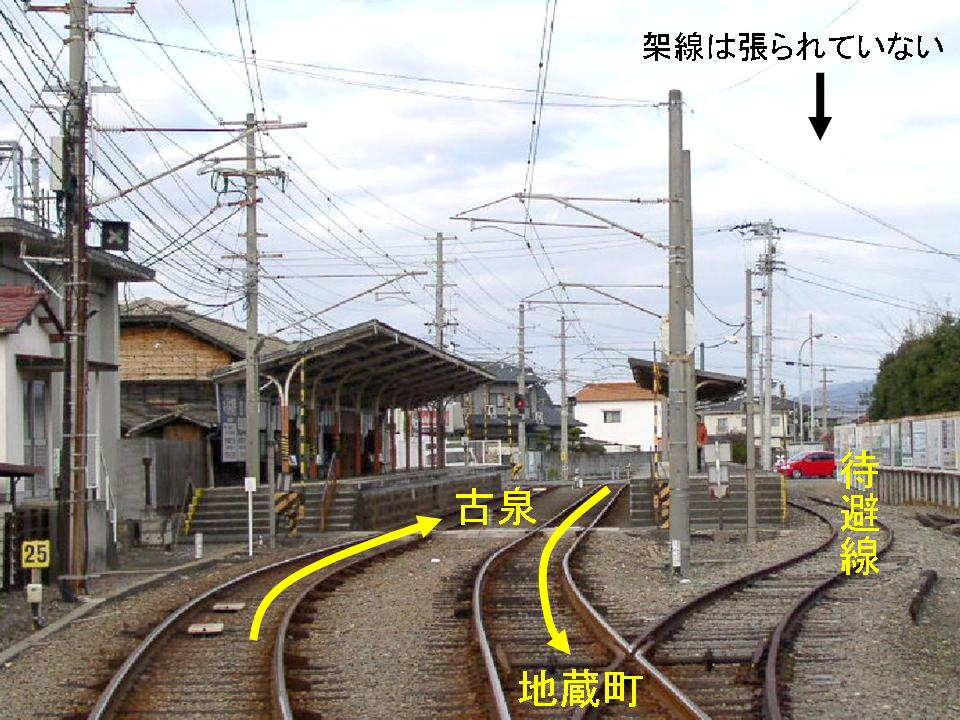
駅構内
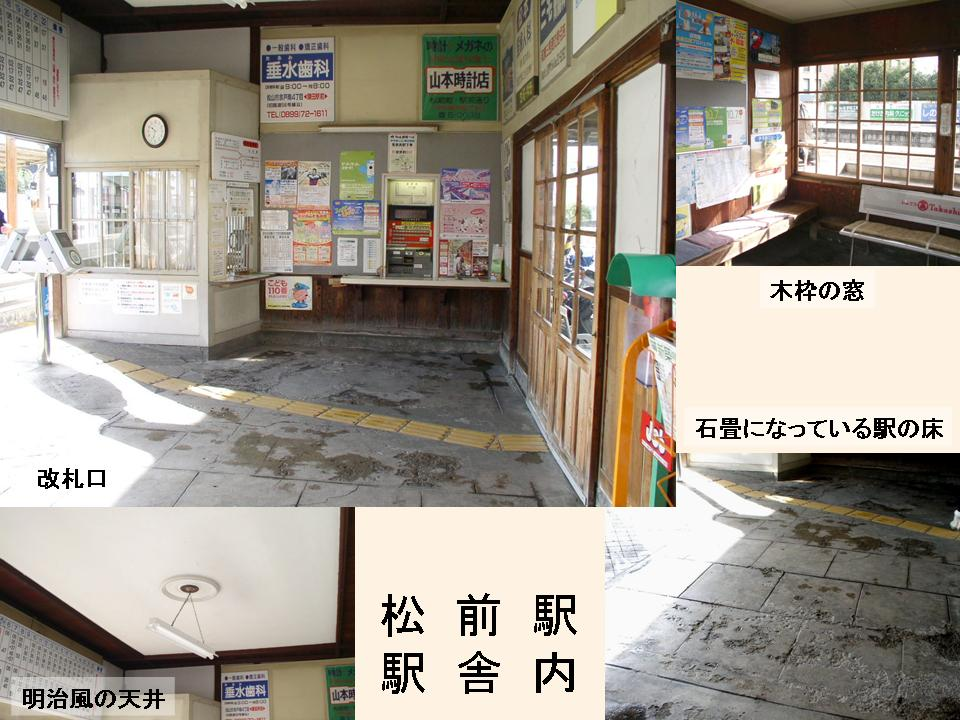
駅舎内

## 利用状況
郡中線各駅の利用客が増加傾向にある一方で、当駅の乗降人員は緩やかに減少していた。その後、2014年（平成26年）には増加に転じた。
| 日乗降人員推移 | 日乗降人員推移 |
| 年度           | 1日平均人数    |
| -------------- | -------------- |
| 2003年         | 1,084          |
| 2011年         | 1,014          |
| 2012年         | 906            |
| 2013年         | 905            |
| 2014年         | 948            |
| 2015年         | 1,015          |
| 2016年         | 1,076          |
| 2017年         | 1,054          |
| 2018年         | 1,052          |
| 2019年         | 1,039          |

## 駅周辺
- 松前町役場
- 松前町立松前中学校
- 松前町立松前小学校
- 松前郵便局
- 松前城跡
- 義農公園
- 夫婦橋 - 歌謡曲のモデルになった橋。
- 松前町ひまわりバス「長尾谷橋」停留所、「中村酒店前」停留所
- フジ 松前店

## 隣の駅
伊予鉄道
■郡中線
古泉駅 (IY30) - 松前駅 (IY31) - 地蔵町駅 (IY32)

### 「まさき」と読む他の駅
- 真崎駅 (茨城県) - かつて村松軌道村松軌道線（廃線）にあった駅（1933年廃止）
- 真崎駅 (福岡県) - かつてJR九州上山田線（廃線）にあった駅（1988年廃止）
- 真幸駅 - JR九州肥薩線の駅